# M3 (Halbkettenfahrzeug)
Das Halbkettenfahrzeug M3 (engl. Personnel Carrier, Half-track M3) ist ein gepanzerter Truppentransporter, der von den Streitkräften der USA während des Zweiten Weltkriegs in großen Stückzahlen und in zahlreichen Varianten benutzt wurde.
Im Gegensatz zu dem kürzeren M2-Halbkettenfahrzeug, das vorwiegend als Zugmaschine für die Artillerie vorgesehen war, war der Haupteinsatzzweck des M3 der Mannschaftstransport. Gegenüber den zeitgleich verwendeten, vergleichbaren deutschen Fahrzeugen der Schützenpanzerwagen Sd.Kfz. 251 Reihe, war das M3 Halbkettenfahrzeug wesentlich einfacher konstruiert und billiger zu produzieren.

## Entwicklungsgeschichte des M2/M3 Half-track

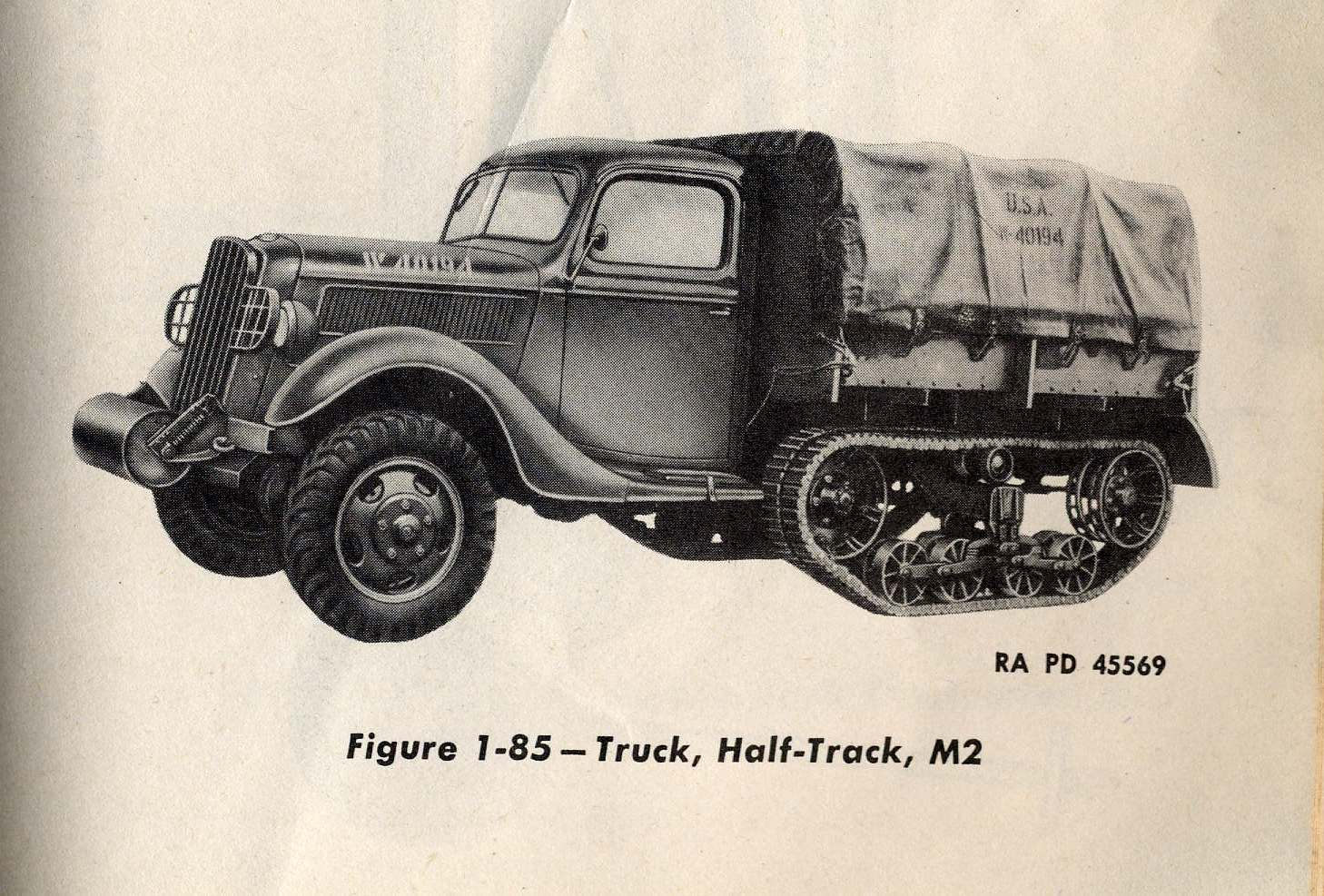
Frühe Variante des M2 truck halftrack

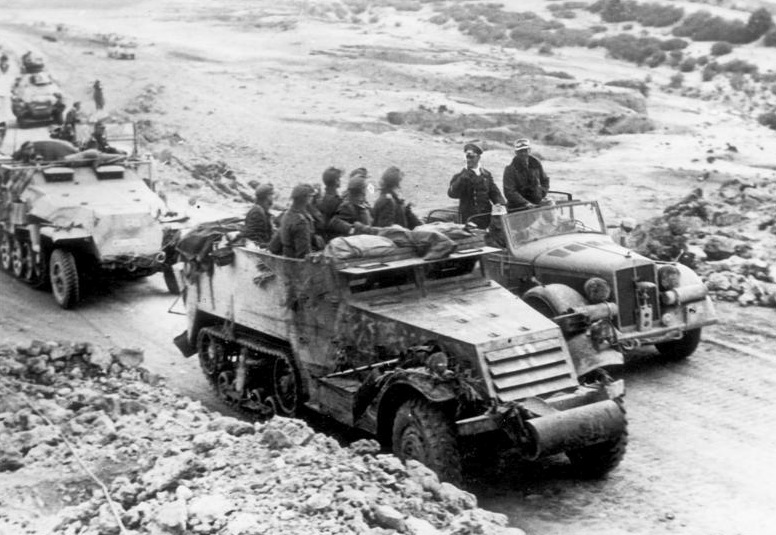
Erbeuteter M3 des deutschen Afrikakorps, Tunesien 1943. Dahinter folgend ein Schützenpanzerwagen Sd.Kfz. 251

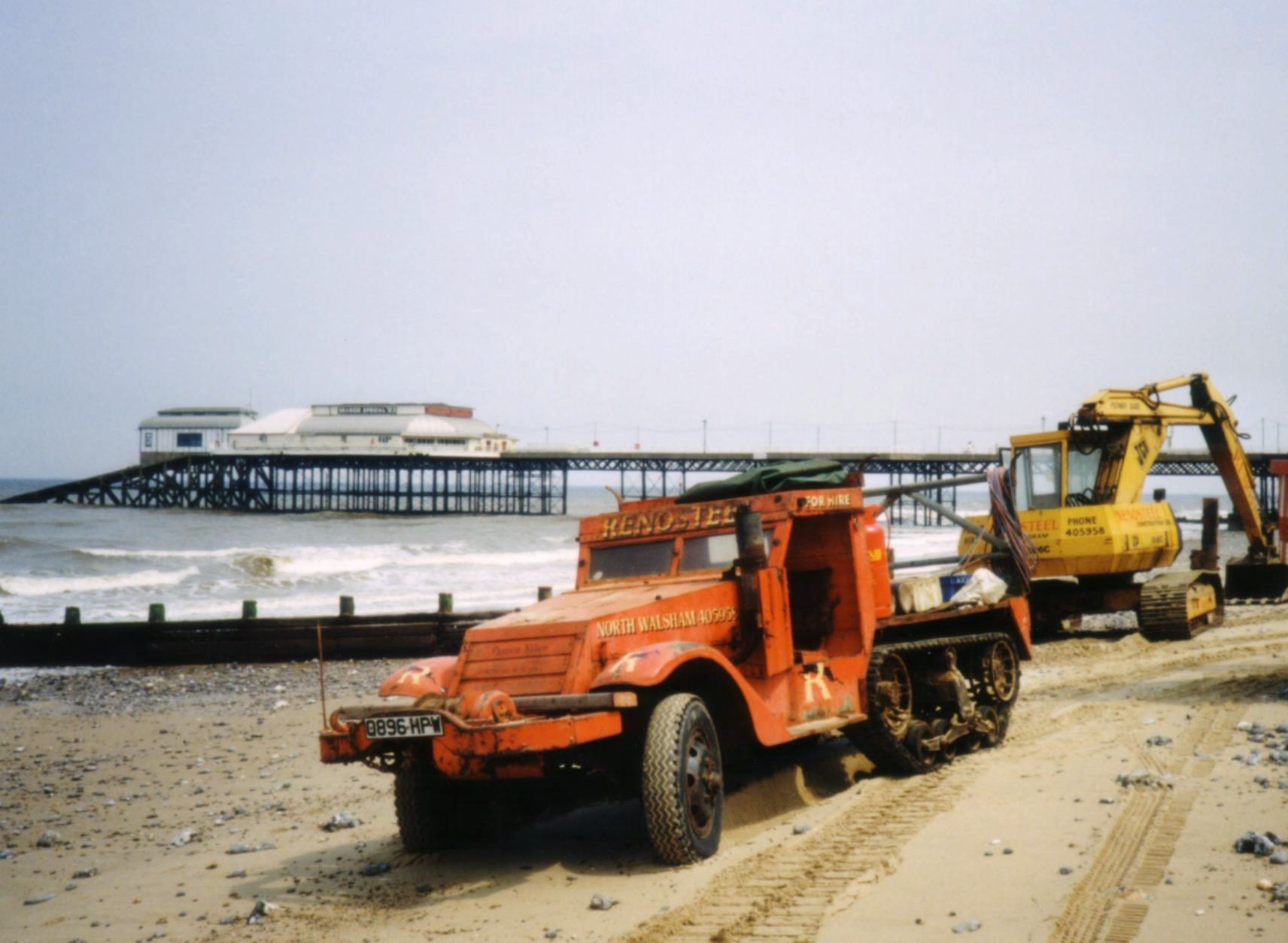
Ziviler M3 Half-track der Renosteel Construction Ltd. am Strand von Cromer, Norfolk (England), 1993

Das Interesse der US-Armee an der militärischen Nutzung von Halbkettenfahrzeugen ging auf das Jahr 1925 zurück, als die Berichte über die französischen Halbkettenfahrzeuge ausgewertet wurden. Das Ordnance Department kaufte daher zwei Fahrzeuge von Citroën-Kegresse, 1931 ein weiteres. Die erste US-Entwicklung stellte die Firma James Cunningham, Son & Company in Rochester, New York, im Jahre 1932 vor. Das Fahrzeug wurde T1 genannt und wies schon die Laufwerksmerkmale der späteren M2/M3-Baureihe auf. Der Entwicklungsweg führte bis zum T9, einem Lkw mit Halbkettenlaufwerk, ähnlich dem deutschen SdKfz 3, der vorwiegend als Zugmaschine für 75-mm-Kanonen genutzt wurde. 1938 nahm man einen M3 Scout Car und tauschte einfach die hintere Achse gegen das Halbkettenlaufwerk des T9 aus. Die Geländeeigenschaften befriedigten, und man entwickelte den „Zwitter“ namens T7 zum Half-track Car, T14 weiter. Ob deutsche Entwicklungen wie der Schützenpanzerwagen Sd.Kfz. 251 aus dem Jahr 1938 für die US-Entwicklung Pate gestanden haben, kann nicht bewiesen werden, der zeitliche Zusammenhang ist jedoch auffallend.
Im September 1940 wurde der T14  als Half-track Car, M2 standardisiert und war als Zugmaschine für verschiedene Geschütze bestimmt. Im Innenraum gab es sieben Sitze und zwei Munitionskästen an den Seiten. Da das Fahrzeug nicht über Hecktüren verfügte, musste die Besatzung durch die Fahrer- und Beifahrertür aussteigen oder über die Bordwand springen. Im Mai 1941 wurde der M2 offiziell eingeführt. Die mechanisierte Infanterie befand sich gerade in Aufstellung, und man plante eine geänderte Version des M2. Der Kampfraum wurde etwas verlängert, man entfernte die beiden Munitionsbehälter und baute elf Sitze ein. Das neue Fahrzeug wurde Half-track Personnel Carrier, M3 genannt.

## Erster Einsatz
Die erste Einheit, die mit M2 und M3 ausgerüstet wurde, war die Provisional Tank Group, die 1941 auf den Philippinen gegen die japanische Invasionsarmee kämpfte. Die 46 M2 und M3 sowie 15 M3-75mm-GMC-Halbkettenfahrzeuge gingen alle im Kampf verloren, jedoch konnten nach Meldung vieler kleiner Probleme diese in folgenden Baulosen abgestellt werden. Eine Besonderheit hatte die Provisional Tank Group: Sie nutzte 70 britische Bren Carrier, die für Malaya bestimmt waren und nach Manila umgeleitet wurden. Nach den Erfahrungen mit dem Bren Carrier wurde von einem Bau und einer Nutzung der Carrier abgesehen.
Der nächste Einsatz war in Nordafrika 1942/1943. Die 1st Armored Division (1. US-Panzerdivision) verfügte über 733 Halbkettenfahrzeuge. Die Fahrzeuge erlitten hohe Verluste, besonders bei den Gefechten um Kasserine und um Sidi-bou-Zid Anfang 1943, wonach die Halbkettenfahrzeuge umgangssprachlich „Purple-Heart-Box“ genannt wurden, nach dem amerikanischen Verwundetenabzeichen. Die 10. Panzerdivision erbeutete während der Kämpfe am Kasserinpass allein 95 M3-Halbkettenfahrzeuge. Man muss aber feststellen, dass die Fahrzeuge oftmals als Kampffahrzeug genutzt wurden, wozu sie nicht gedacht waren. Sie waren ein gepanzertes Transportfahrzeug, von dem ein aufgesessener Kampf ursprünglich nicht geführt werden sollte.

## Technisches
Motor und Fahrerhausbereich stammten direkt vom amerikanischen Panzerspähwagen M3 (White Scout Car M3). Die ersten Fahrzeuge nutzten den Benzinmotor White 160 AX mit der angetriebenen Frontachse Typ Timken F35-HX-1 mit 8:25-20-Reifen. Das Kettenantriebsrad nutzte als Achse die Timken 56410-BX-67 und Spicer-3641-Getriebe. Somit wurden handelsübliche Lkw-Komponenten verarbeitet, was die Ersatzteilversorgung und die Wartung günstiger machte. Als die White Motor Company den Bedarf nicht mehr decken konnte, stellten Autocar und Diamond T die M2 und M3 in Lizenz her und nutzten ihre Komponenten. Der Preis für einen M3 lag 1943 bei 10.310 US-Dollar. Er war damit etwa doppelt so teuer wie ein 2,5-t-Lkw.
Die Höchstgeschwindigkeit liegt bei etwa 64 km/h und die maximale Reichweite beträgt 282 km. Die Watfähigkeit beträgt 0,81 m und die Steigfähigkeit liegt bei 31°.
Neben den Grundversionen diente das Fahrzeug als Selbstfahrlafette für Kanonen, Haubitzen und Mörser sowie als Flakpanzer. Die Flakpanzer-Version M16A1 wurde in der Anfangszeit der Bundeswehr eingesetzt, siehe M16 (Halbkettenfahrzeug). Außerdem wurde der M3 als Sanitätsfahrzeug, Fernmeldefahrzeug oder als Artillerieschlepper benutzt.
Weiterentwicklungen waren der M2A1 und der M3A1, bei denen eine Ringlafette mit leichter Panzerung angebracht wurde.

## Vergleich SdKfz 251 und M3
Die US Army verglich 1943 die beiden Typen SdKfz 251 und M3, die Angaben stehen analog zu SdKfz 250 und M2. Beide Fahrzeuge sind sich ähnlich in Maß, Motorleistung, Gewicht und Geschwindigkeit. Der Hauptvorteil des deutschen SPW lag in der weitaus besseren Geländegängigkeit und der besseren Formgebung. Der M3 wies eine senkrechte Panzerung von 6 bis 13 mm Dicke auf, woraus sich eine Beschusssicherheit bis MG und Splittersicherheit ergab. Der SPW war bei ähnlicher Panzerstärke (Front 12 mm, Seiten und Heck 8 mm) dank der um 35 Grad geneigten Panzerung sicherer. Die deutsche Kühlung wurde als besser bewertet, denn beim US-Fahrzeug musste die Lamellenpanzerung vor dem Kühler bei Beschuss geschlossen werden, oder der Kühler wurde beschädigt, was zum Ausfall des Fahrzeuges führte.
Vorteile des M3 waren unter anderem der um 20 Prozent größere Innenraum, die angetriebene Frontachse, der bessere Straßenlauf, die geringere Lautstärke beim Fahren und die einfachere Wartung.

## Lend-Lease-Versionen
Eine große Anzahl der Halbkettenfahrzeuge wurde im Rahmen des Lend-Lease-Abkommens an verbündete Armeen abgegeben. Da bald die drei Hersteller den Bedarf nicht mehr decken konnten, wurde International Harvester (IHC) 1942 beauftragt, eine vereinfachte Version des M2 und M3 für den Export zu fertigen. Die Fahrzeuge nutzten IHC-Komponenten und waren äußerlich an den einfachen Kotflügeln und den hinten abgerundeten Ecken des Kampfraumes zu erkennen. Die Panzerung bestand nicht wie beim M3 aus oberflächengehärtetem Stahl, sondern einfachem Panzerstahl. Um einen annähernd gleichen Schutz zu erlangen, musste die Panzerung dicker gefertigt werden.
Der M2 wurde als IHC-Version M9 und der M3 nun M5 genannt. Es wurden keine IHC-Fahrzeuge von der US-Armee verwendet.

## Exporte im Zweiten Weltkrieg
Halbkettenfahrzeuge aller Typen wurden von den USA an viele verbündete Länder abgegeben. Bekannt sind folgende Zahlen:
| Empfängerland                   | Typ     | Anzahl |
| ------------------------------- | ------- | ------ |
| Freies Frankreich               | M2/M2A1 | 176    |
| Freies Frankreich               | M3/M3A1 | 245    |
| Freies Frankreich               | M5/M5A1 | 1196   |
| Freies Frankreich               | M9/M9A1 | 603    |
| UdSSR                           | M2      | 342    |
| UdSSR                           | M3      | 2      |
| UdSSR                           | M5      | 401    |
| UdSSR                           | M9      | 413    |
| 1st Brazilian Infantry Division | M2/M2A1 | 8      |
| 1st Brazilian Infantry Division | M3/M3A1 | 3      |
| 1st Brazilian Infantry Division | M5/M5A1 | 20     |
| National-China                  | M2/M3   | 20     |
| Chile                           | M5      | 10     |
| Mexiko                          | M2      | 3      |
| Mexiko                          | M5      | 2      |

Der größte Abnehmer war Großbritannien mit Kanada, die mehrere Tausend M5 und M9 erhielten und aus diesen Beständen auch die frei-polnischen und frei-tschechoslowakischen Truppen ausrüsteten, während die Frei-Franzosen direkt von den USA beliefert wurden.

## Versionen und Zahlen
Die folgende Tabelle enthält alle in Serie gebauten Varianten der M2/M3-Halbkettenfahrzeugfamilie.
| Typbezeichnung                    | Fahrzeugbasis  | Bewaffnung                                                     | Fertigungszeitraum | gef. Fahrzeuge | Anmerkungen                                         |
| Grundfahrzeuge                    | Grundfahrzeuge | Grundfahrzeuge                                                 | Grundfahrzeuge     | Grundfahrzeuge | Grundfahrzeuge                                      |
| --------------------------------- | -------------- | -------------------------------------------------------------- | ------------------ | -------------- | --------------------------------------------------- |
| M2 Half-track Car                 | M2             | .50 cal. Browning MG M2 und/oder .30 cal. Browning MG M1919A4  | 05/1941–09/1943    | 11.415         |                                                     |
| M2A1 Half-track Car               | M2             | .50 cal. Browning MG M2 und/oder .30 cal. Browning MG M1919A4  | 10/1943–03/1944    | 1.643          |                                                     |
| M3 Half-track Personnel Carrier   | M3             | .50 cal. Browning MG M2 und/oder .30 cal. Browning MG M1919A4  | 05/1941–09/1943    | 12.391         | dazu 108 in 08/1942 aus T30 umgeb. Fahrzeuge        |
| M3A1 Half-track Personnel Carrier | M3             | .50 cal. Browning MG M2 und/oder .30 cal. Browning MG M1919A4  | 10/1943–02/1944    | 2.862          |                                                     |
| M5 Half-track Personnel Carrier   | M5             | .50 cal. Browning MG M2 und/oder .30 cal. Browning MG M1919A4  | 12/1942–09/1943    | 4.625          |                                                     |
| M5A1 Half-track Personnel Carrier | M5             | .50 cal. Browning MG M2 und/oder .30 cal. Browning MG M1919A4  | 10/1943–03/1944    | 2.959          |                                                     |
| M9 Half-track Car                 | M5             | .50 cal. Browning MG M2 und/oder .30 cal. Browning MG M1919A4  | 02/1943–09/1943    | 2.026          | wie M5, nur mit Innenraumgestaltung analog M2       |
| M9A1 Half-track Car               | M5             | .50 cal. Browning MG M2 und/oder .30 cal. Browning MG M1919A4  | 10/1943–12/1943    | 1.407          | wie M5, nur mit Innenraumgestaltung analog M2       |
| Mörserträger                      |                |                                                                |                    |                |                                                     |
| M4 81-mm Mortar Carrier           | M2             | 81-mm Mortar M1                                                | 08/1941–10/1942    | 572            | nach hinten feuernder Mörser                        |
| M4A1 81-mm Mortar Carrier         | M2             | 81-mm Mortar M1                                                | 03/1943–08/1943    | 600            | nach hinten feuernder Mörser                        |
| M21 81-mm Mortar Carrier          | M3             | 81-mm Mortar M1                                                | 01/1944–03/1944    | 110            | nach vorne feuernder Mörser                         |
| Panzerjäger                       |                |                                                                |                    |                |                                                     |
| T12 75-mm GMC                     | M3             | 75-mm Gun M1897A4                                              | 08/1941–09/1941    | 86             |                                                     |
| M3 75-mm GMC                      | M3             | 75-mm Gun M1897A4                                              | 02/1942–04/1943    | 2.116          |                                                     |
| T48 57-mm GMC                     | M3             | 57-mm Gun M1                                                   | 12/1942–05/1943    | 962            | von der Roten Armee als SU-57 bezeichnet            |
| Artillerie-Selbstfahrlafetten     |                |                                                                |                    |                |                                                     |
| T19 105-mm HMC                    | M3             | 105-mm Howitzer M2A1                                           | 01/1942–04/1942    | 324            |                                                     |
| T30 75-mm HMC                     | M3             | 75-mm Howitzer M1A1                                            | 02/1942–11/1942    | 500            |                                                     |
| Flugabwehr-Selbstfahrlafetten     |                |                                                                |                    |                |                                                     |
| T28E1 MGMC                        | M3             | 37-mm Gun M1A2 und 2 × .50 cal. Browning MG M2 (wassergekühlt) | 07/1942–08/1942    | 80             |                                                     |
| M15 CGMC                          | M3             | 37-mm Gun M1A2 und 2 × .50 cal. Browning MG M2                 | 02/1943–04/1943    | 680            |                                                     |
| M15A1 CGMC                        | M3             | 37-mm Gun M1A2 und 2 × .50 cal. Browning MG M2                 | 10/1943–02/1944    | 1.652          |                                                     |
| M14 MGMC                          | M5             | 2 × .50 cal. Browning MG M2                                    | 12/1942–12/1943    | 1.605          |                                                     |
| M13 MGMC                          | M3             | 2 × .50 cal. Browning MG M2                                    | 01/1943–05/1943    | 1.103          |                                                     |
| M16 MGMC                          | M3             | 4 × .50 cal. Browning MG M2                                    | 05/1943–11/1944    | 2.877          | dazu 109 aus T10E1 und 628 aus M13 umgeb. Fahrzeuge |
| M17 MGMC                          | M5             | 4 × .50 cal. Browning MG M2                                    | 10/1943–03/1944    | 1.000          | vollständig an die Rote Armee abgegeben             |
| T10E1 MGMC                        | M3             | 2 × 20-mm Mark IV Oerlikon                                     | 03/1944            | 110            |                                                     |

Von der Wehrmacht wurden einige Fahrzeuge des Typs T48 57 mm GMC (SU-57) erbeutet und in den Kennblättern fremden Geräts als Sfl 430 (a) geführt.